# Arrigo Cappelletti
Arrigo Cappelletti (* 12. Februar 1949 in Brunate) ist ein italienischer Pianist und Komponist des Modern Jazz, außerdem Musikpädagoge, Schriftsteller und Essayist.

## Leben und Wirken
Cappelletti erhielt von seinem Großvater, einem Komponisten, Musikunterricht. Er studierte Philosophie an der Universität Mailand und lehrte auch in diesem Fach. Nach einigen Jahren wechselte er zur Musik und begann in den 1980er Jahren erste Alben unter eigenem Namen für das Jazzlabel Splas(c)h zu veröffentlichen; erstes Album war „Residui“, das er 1982 mit seinem Trio in Bologna aufnahm. In Italien arbeitete er u. a mit Gianni Cazzola, Sergio Fanni, Paolino Dalla Porta, Roberto Ottaviano, Gianni Coscia, Giorgio Visibelli und Sandro Cerino; außerdem mit international bekannten Musikern wie Barre Phillips, Lew Soloff, Michael Mossman, Daniel Schnyder, Bill Elgart, Steve Swallow und Jeff Hirshfield. Weiterhin begleitete er die Sängerin Mia Martini und spielte in Giorgio Gaslinis Italian Jazz Orchestra. 1988 wählte das US-amerikanische Magazin Cadence sein Album „Reflections“ zu den besten zehn Alben des Jahres.
Ab Ende der 1980er Jahre beschäftigt er sich neben der Arbeit mit seinem Trio mit Tango Jazz und verbindet Jazz mit volksmusikalischen Einflüssen, wie der portugiesischen Fado-Musik. Er lebt inzwischen in Portugal, wo er mit vielen portugiesischen Fado-Künstlern zusammenarbeitet, wie Custódio Castelo, Jorge Fernando. In dem Musikprojekt Terras do risco schrieb er Songs zu den Texten portugiesischer Dichter des 20. Jahrhunderts. In Russland, wo er sich eine Weile aufhielt, arbeitete er mit der Sängerin
Polina Runovskaya.
Zu seinen wichtigsten Einflüssen zählt Cappelletti John Lewis, Lennie Tristano, Bill Evans und Paul Bley.
Cappelletti ist außerdem als Schriftsteller und Essayist tätig; er schrieb Il profumo del Jazz, ein Buch über Jazz-Improvisation (veröffentlicht bei ESI – Neapel), sowie ein Werk über Paul Bley, la logica del caso (veröffentlicht bei LEPOS – Palermo). Außerdem unterrichtet er Jazz an verschiedenen Kultureinrichtungen, wie Nuova Milano Musica in Mailand, dem Institut „Brera“ in Novara, dem Konservatorium in Sassari und Reggio di Calabria. Er arbeitete als Lehrer für Jazzpiano am Konservatorium von Alessandria und Venedig.

## Diskographische Hinweise
- Samadhi (Splas(c)h, 1986) mit Roberto Ottaviano
- Pianure (Splas(ch)h, 1990) mit Giulio Visibelli
- Singolari Equilibri (Splas(c)h, 1992)  mit Hämi Hämmerli, Bill Elgart
- Todos Los Nombres Del Agua (Splas(c)h, 1994) mit Gianni Coscia, Gioconda Cilio
- Ananda (Splas(c)h, 1996) solo
- In New York – Trio Arrigo Cappelletti (Music Center, 2005) mit Jeff Hershfield